# SDSS J123415.69+390116.4
 (février 2023).
 (septembre 2024).
SDSS J123415.69+390116.4 est une galaxie naine compacte bleue de type petit pois de la constellation des Chiens de chasse.  Elle a été découverte en décembre 2018 par une équipe d'astronomes internationale avec les données de la 14e publication du Sloan Digital Sky Survey. Elle est située à ~183 millions d'années-lumière de la Terre, correspondant à un décalage vers le rouge de z = 0.133.
Elle est connue parmi les scientifiques pour être une galaxie dont la métallicité est l'une des plus basses voire la plus basse jamais mesurée. La présence exceptionnellement faible d'oxygène et son taux de formation d'étoiles très élevé ont fait que la galaxie a suscité un fort intérêt de recherche scientifique quant aux propriétés des galaxies petit pois et des galaxies à sursauts de formation. 

## Composition chimique
Peu de temps après sa découverte, une spectroscopie optique fut effectuée avec Large Binocular Telescope et son instrument Multi-Object Dual Spectrograph (MODS). Cet observation confirme son appartenance aux galaxies naines compactes bleues et mesure une abondance en oxygène de [O/H] = 7,035 ± 0,026. Ce taux est parmi les plus faibles jamais observé pour ce type de galaxie. Elle a magnitude absolue de -17,35, ce qui en fait la galaxie la plus brillante parmi ses sœurs connues. Avec sa faible métallicité, sa faible masse stellaire estimée à 107.13 M☉ et son très faible rapport masse/luminosité, qui a pu être estimé à 0,01 unité solaire, s'écarte fortement des relations masse/métallicité et luminosité/métallicité définies par la majeure partie de ce type de galaxies. Elle est trois à cinq fois plus pauvre en métaux que les autres galaxies pour sa masse stellaire. 
SDSS J1234+3901 présente un taux de formation d'étoiles très élevé ainsi que de grandes réserves d'hydrogène moléculaire à la périphérie de la galaxie. La mesure spectroscopique de la raie de l'oxygène doublement ionisé (entre 495 et 500 nm) suggère que la galaxie possède un nombre très bas de nébuleuses, surtout celles dont l'abondance en oxygène et en néon est forte.

## Formation d'étoiles
Une caractéristique importante du spectre de SDSS J1234+3901 est la présence d'une forte raie d'émission nébulaire étroite de l'ion He II. Cette raie d'émission est observée régulièrement dans les galaxies à sursauts de formation à faible métallicité. Son origine se trouve probablement dans la forte formation d'étoiles de la galaxie. 
Cependant, les caractéristiques de la raie He II observée avec J1234+3901 nécessitent de forts rayonnements ionisants. Le source la plus favorisée est le rayonnement ultraviolet extrême émis par les étoiles massives venant de se former, engendrant des chocs radiatifs relativement rapides provenant de vents stellaires puissants.
Le taux de formation d'étoiles dans J1234+3901 est estimé à 1,1 M☉/an-1. L'histoire de la formation d'étoiles dans J1234+3901 a connu un récente accélération depuis 10 millions d'années et elle devrait maintenir un rythme constant pendant 100 milliards d'années, indicatif d'une formation d'étoiles en cours très active. La luminosité moyenne d'une étoile dans est estimée à 9,12 ± 0,03 L☉ et le flux total observé est de (4,9 ± 0,3) × 1040 erg/s-1.